# Козлов Андрій Олександрович
Андрій Олександрович Козлов (5 грудня 1982, Житомир, Українська РСР, СРСР) — український дипломат. Тимчасовий повірений у справах України в Латвії. Віце-президент Дипломатичного економічного клубу (Diplomatic Economic Club).

## Життєпис
Народився 5 грудня 1982 року в Житомирі. 
У 2005 році закінчив Інститут міжнародних відносин Київського національного університету імені Тараса Шевченка, магістр міжнародного публічного права. У 2008 році Інститут міжнародних відносин Київського національного Університету ім. Т.Шевченка, магістр міжнародних економічних відносин.
У 2005–2009 рр. — помічник з міжнародних питань Міністра вугільної промисловості України.
У 2009–2012 рр. — аташе, 3-й секретар Міністерства закордонних справ України.
З 2012 р. — Другий секретар з економічних питань Посольства України в Латвійській Республіці.
З 2014 р. — Тимчасовий повірений у справах України в Латвії.